# Nebfaura
Nebfaura (fl. XVIII secolo a.C.) è stato un sovrano egizio inserito nella XIV dinastia.

## Biografia
Questo sovrano, come molti altri della stessa dinastia, è conosciuto solamente attraverso il Canone Reale.
Secondo Kim Ryholt il suo regno sarebbe dal collocare nel 1704 a.C.

## Liste Reali
| N5 | nb | f | F40 | Z7 · t | Y1 · Z2 |

| N5 | nb | f | F40 | Z7 · t | Y1 · Z2 |

| N5 | nb | f | F40 | Z7 · t | Y1 · Z2 |

| N5 | nb | f | F40 | Z7 · t | Y1 · Z2 |

| N5 | nb | f | F40 | Z7 · t | Y1 · Z2 |

| N5 | nb | f | F40 | Z7 · t | Y1 · Z2 |

| N5 | nb | f | F40 | Z7 · t | Y1 · Z2 |

| N5 | nb | f | F40 | Z7 · t | Y1 · Z2 |

## Cronologia
| Periodo                    | Dinastia | periodo di regno                            |
| Secondo periodo intermedio | XIV      | tra il 1780 a.C. e il 1750 a.C. (± 50 anni) |

| predecessore: Khatyra | Signore del Basso e dell'Alto Egitto | successore: Sehebra |

| Dinastie contemporanee | Capitale |
| XIII                   | Ity Tawy |